# Захос, Иоаннис
Иоаннис Килливергос Захос (греч. Ιωάννης Κιλλίβεργος Ζάχος, анг. John Celivergos Zachos, Константинополь 20 декабря 1820 — Нью-Йорк 20 марта 1898) — американский педагог. Изобрёл стенотипию sténotype, которая позволяла печатать читаемый текст английского алфавита со скоростью речи. Отец педагога Хелены Захос.

## Биография
Захос принадлежит к 35 греческим сиротам, посланным в Соединённые Штаты Америки в годы Греческой революции американским филэллином Самуэлом Хауи.
Иоаннис Захос родился в Константинополе в 1820 году. Его отец, Николаос Захос, состоял в тайном греческом революционном обществе Филики Этерия, будучи переводчиком султанского двора и крупным коммерсантом. С началом Греческой революции, отец был осуждён к смертной казни, вместе с тысячами своих соплеменников.
Посредством щедрого подкупа, отец Захоса сумел, на греческом корабле, бежать с семьёй в Северную Грецию. Отец Захоса принял участие в военных операциях в Фессалии. Возглавляя маленький отряд, отец получил в бою смертельное ранение, оставив жену одну с двумя детьми. Старшему, Иоаннису, тогда было 3 года. Мать Захоса, Ефросинья, долгие годы содержала и защищала детей в хаосе войны. Когда Иоаннису было 12 лет, мать вышла замуж во второй раз, за Николаоса Калливергоса, который был секретарём Иоанна Каподистрии и позже казначеем королевского двора Оттона.
Самуэл Хауи имел контакты с Калливергосом, отчимом Иоанниса. Хауи с симпатией относился к мальчику и сумел получить согласие матери послать Иоанниса в США на учёбу. Иоаннис отправился в Америку, когда Хауи вернулся на родину.

## В США
В течение трёх лет мать высылала ему деньги на проживание и учёбу, требуемые школой предварительной подготовки в Mount Pleasant Amherst. Переводы прекратились, когда её муж протранжирил всё своё состояние и жизнь и учёба Иоанниса зависели от щедрости американских филэллинов. Но Захос предпочёл обеспечивать себя сам, начав работать в возрасте 15 лет помощником типографа.
С 1836 по 1840 год он учился в Kenyon College Огайо, который окончил с отличием. В период 1842—1845 он учился в медицинском университете Майами, но не последовал медицинской карьере.
В 1849 году он женился на Хариет Томкинс Ганфилд, с которой у него было 6 детей.
С 1851 по 1854 год он был директором Cooper Female Seminary в Дейтоне, где издавал в период 1852—1853 «Педагогическое обозрение Огайо». Его слава как педагога постоянно росла и в 1853 году Хорас Манн пригласил его преподавать в известный своими прогрессивными тенденциями Колледж Antioch, Yellow Springs, Огайо. Захос преподавал в колледже английский и филологию до 1857, став в дальнейшем его директором.

## Образование «свободных людей Юга»
Когда началась Гражданская война в США, Захос предложил свои услуги «Образовательному Комитету Бостона и Нью-Йорка», созданного с целью организовать образование «свободных людей Юга». В тот период американские педагоги задавались «вопросом о возможности духовного развития Негра».
В период 1850—1860 этот вопрос вышел за рамки академических кругов и занимал всю американскую нацию. Дружественная позиция Захоса к неграм была смелой по тем временам, поскольку способность негров к учёбе была любимой темой разговоров в период гражданской войны. Своим тезисом, что цветные имеют те же способности к учёбе, что и белые, Захос упоминается среди педагогов, заложивших основу преподавания для негров в США.

## Колония Пэррис Айленда
В Бостоне Захос пытался дать научный ответ на вопрос образования негров. Все его опыты вели к заключению о возможности духовного развития негров. Его позиция и вера в демократические устои обеспечили ему место военного хирурга в армии Севера. Как член Образовательного комитета Бостона, Захос служил под командованием генерала Rufus Saxton и стал комендантом
Parris Island, Южная Каролина. В его обязанности входило также управление колонией беглых негров в Пэррис Айленд. Здесь Захос, в возрасте 45 лет, получил возможность опробовать свои идеи в жизни «будучи управителем острова населённого 600 неграми и одновременно обучая их военному делу».
Свои убеждения в отношении негров Захос выразил в книге, которую он издал в 1864 году, под заголовком «Phonic Primer and Reader».
Как писал сам Захос, «книга предназначалась для взрослых, учившихся в вечерних школах, и для десятков тысяч мужчин и женщин, только что вышедших из застенков рабства и спешащих войти в храм просвещения».

## Изобретатель стенотипии
Желание Захоса обеспечить возможность учёбы для тех, кто не имел этой возможности,
сделало его изобретателем. В 1876 году он изобрёл машинку стенотипии (анг. Stenotype), которая позволяла печатать читаемый текст английского алфавита со скоростью речи. Впоследствии Захос представил также чертежи для её усовершенствования.

## Пастор
После окончания гражданской войны, Захос был назначен пастором Объединённой церкви в West Ньютон (Массачусетс). Назначение объясняется тем, что будучи на Пэррис Айлэнде, Захос был вовлечён в образование негров и их религиозную жизнь и был вынужден сам учиться теологии. Пастор Захос был хорошим оратором, что обеспечило ему кафедру Риторики в теологической школе Пенсильвании.

## Директор Cooper Union
В 1871 году его друг, Купер, Питер, пригласил его возглавить нью-йоркский Cooper Union, где Захос преподавал филологию и риторику. Захос посвятил всю оставшуюся жизнь этой области образования, в рамках программы «Союза Купера». В течение 27 лет он распространял философскую теорию и систему Купера в своих работах и статьях, а также с амвона своей церкви. Как последователь «Союза Купера», он осуществлял идеи американского предпринимателя, который не располагал ни образованием, ни ораторскими способностями Захоса. Но они дополняли друг друга.
Когда Захос умер, в марте 1898 года, «Times» опубликовала некролог 21 марта, где указывалось на тесные отношения Захоса и Купера.
Захоса интересовал в основном разговорный английский язык и οн написал несколько школьных книг на эту тему. Самые известные из них: « The New American Speaker» (1852), «Аналитическое ораторское искусство» (1861) и «Новая система фонетического чтения без изменения орфографии» (1863).
В 1876 году Захос издал «Зарисовки жизни и идей Питера Купера» и в 1877 году «Политические и экономические идеи Питера Купера», а также «Автобиографию своей молодой жизни».
Под псевдонимом Кадм, он написал трактат «Наша экономическая революция», предназначенный для всех коммерсантов и учёных страны, независимо от их партийной принадлежности.
Питер Купер рекомендовал этот трактат всем, кто любит свою страну, поскольку он (трактат) был написан с благородными национальными намерениями.
Иоаннис (Джон) Захос умер 20 марта 1898 года в Нью-Йорке, но был похоронен в Бостоне.

## Публикации
Захос опубликовал ряд книг и публикаций в газетах :
- " Ohio Journal of Education " (1852) ;
- " New American Speaker " (Nью-Иорк, 1852);
- " Lessons in reading " (1857);
- " Analytical Elocution " (1861);
- " New System of Phonic Reading without changing the Orthography " (брошюра, Бостон, 1863);
- " Phonic Primer and Reader " (1864).